# Пугач, Анна Давыдовна
Анна Давыдовна Пугач (24 июня 1957, Коломна, Московская область, РСФСР, СССР) — журналист, режиссёр, политобозреватель, радиоведущая. Ведущая программы «Виражи времени» (с 2018 года). Художественный руководитель «Дома поэзии Андрея Дементьева» (с 2018 года). Член Союза писателей России. Заслуженный работник культуры Российской Федерации. Супруга поэта Дементьева Андрея Дмитриевича.

## Биография
Родилась в г. Коломна Московской области. После окончания школы в 1974 г. поступила на факультет журналистики МГУ, позже перевелась на вечернее отделение в связи с возможностью работать в журнале «Юность». Начала с учётчика отдела писем в 1975 г. Публиковаться в журнале и периодике начала с 1976 г. В 1980 г. по окончании университета поступила в аспирантуру на кафедру критики и публицистики (факультет журналистики МГУ). Занималась историей литературной критики и толстыми журналами 20-х годов, редакторской деятельностью Вячеслава Полонского (научный рук. профессор Г. А. Белая).

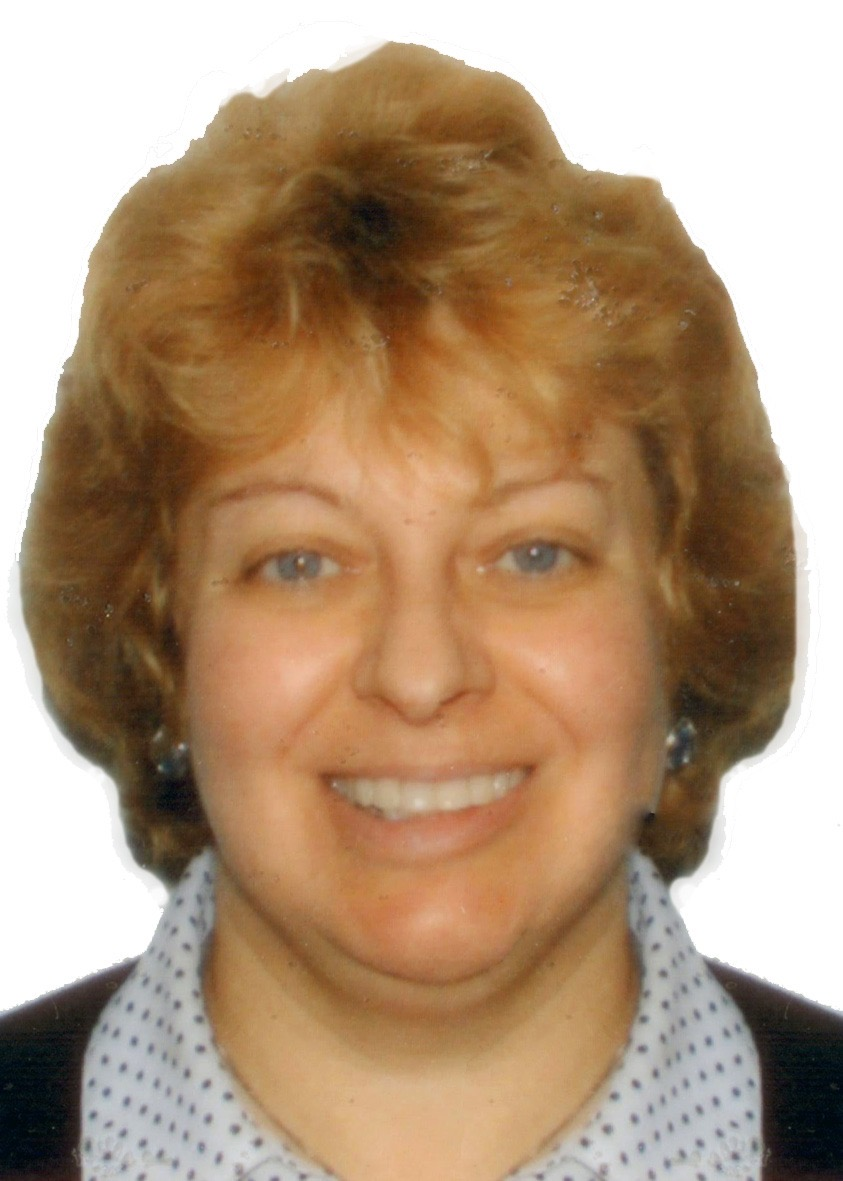

1983-1993 г. — Литературный сотрудник, заведующая отделом критики, заведующая отделом международной жизни, член редколлегии журнала «Юность».
В журнале много занималась просветительской и организаторской работой — выездные конференции, встречи с читателями, литературно-поэтические концерты авторов «Юности» в концертных залах Москвы и Петербурга — Лужники, концертный зал «Россия», театр «Эстрады», «Ленинградский Дворец молодежи» — в те годы выступления авторов «Юности» — писателей, артистов, музыкантов были необыкновенно популярны и собирали многотысячные залы.
С 1987 года руководила отделом критики в «Юности», в это время были напечатаны статьи как молодых, так и маститых критиков — А. Архангельского, А. Немзера, П. Басинского, Н. Ивановой, А. Туркова, Б. Сарнова, А. Синявского о подцензурной литературе.
Возвращение писательских имен и их произведений, надолго вычеркнутых из литературы, стало и темой её публикаций: первые беседы, диалоги, интервью в «Юности» с Василием Аксеновым (№ 4 за 1989 г.), В. Максимовым (№ 12 за 1989 г.), Г. Владимовым (№ 2 за 1991 г.), Ф. Горенштейном (№ 11, 1990 г.), Галиной Вишневской, А. Синявским, В. Войновичем, Сашей Соколовым, А. Зиновьевым предшествовали их возвращению как в страну, так и к читателю.
Интервью с ними появились и в телевизионных передачах — «Пятое колесо» (Ленинградское ТВ), «Взгляд», «Браво» — программы молодёжной редакции центрального ТВ, с которыми в те годы активно сотрудничала.
В «Юности» печатались беседы с грузинским поэтом Хута Гагуа, (№ 4,1982 г.), лауреатом Пулитцеровской премии американским поэтом Говардом Немеровым (№ 5, 1989 г.) Ю. Левитанским (№ 5, 1987 г.), А. Рыбаковым (№ 12,1987 г.), Алексеем Германом (старшим) в связи с выходом фильма «20 дней без войны», а также рецензии на книги Л. Лазарева и А. Бочарова.

## Публикации в «Комсомольской правде» и МК
В 1992 г. совместно с Андреем Дементьевым создали 3 телефильма для РТР об Израиле — «И не забудь про меня», «Снег в Иерусалиме» (хрон. 52 мин), «Страстная седьмица» (хрон. 26 мин) и для ОРТ «В будущем году в Иерусалиме…» (хрон. 26 мин.)
1993-1995 г. Обозреватель телекомпании «Совершенно секретно». В качестве автора и ведущего сделала фильмы «Гласность» и «Пятый пункт» c участием М. Горбачева, А. Яковлева, Е. Лигачева (хрон. 45 мин).
1997-2001 г. Собкор Ближневосточного бюро РТР — репортажи, телеочерки, новостные сюжеты по Радио и ТВ о событиях и жизни в Израиле, Палестинской Автономии, Иордании.
2002-2006 г. Продюсер Дирекции информационного вещания НТВ.
2006-2008 г. Советник генерального директора авиакомпании «Трансаэро» по информационной политике и связям с общественностью.
Одновременно политобозреватель «Радио России». Режиссёр программы Андрея Дементьева «Виражи времени».
2018 г. - по настоящее время. Ведущая еженедельной авторской программы Андрея Дементьева «Виражи времени» на «Радио России». Гости программы — известные люди: политики, ученые, писатели, артисты театра, кино и эстрады, молодые победители музыкальных конкурсов и литературных премий.
С 2018 г. является Художественным руководителем «Дома поэзии Андрея Дементьева» в Твери. Дом продолжает традиции, заложенные ещё Андреем Дементьевым в журнале" Юность" — развитие и поддержка творчества молодых поэтов, сохранение культурного наследия поэтов второй половины XX века. Сейчас идет работа по созданию музея поэтов-шестидесятников.
По итогам Всероссийского конкурса молодых поэтов" Зеленый листок" издано 4 поэтических сборника, в 2021 году готовится к выпуску пятый — уже с работами лауреатов премии им. Андрея Дементьева, учрежденной в 2020 г.
За последние месяцы прошли в эфире встречи с популярным казахским певцом Димашем, пианистом Иваном Бессоновым, победителями конкурса «Новая волна», композиторами Игорем Крутым, Раймондом Паулсом, историком Николаем Сванидзе, главой республики Дагестан Владимиром Васильевым, генералом Борисом Громовым, хоккеистами Владиславом Третьяком и Вячеславом Фетисовым, советником президента Владимиром Мединским, литературоведом Павлом Басинским, командиром международного космического судна В. Артемьевым.
За минувшие 2 года составила и выпустила две книги стихов Андрея Дементьева — «Жизнь — одна. Любовь — одна», Эксмо, 2019. и «Мы — скаковые лошади азарта» АСТ, 2020. С 2021 года работает по заказу АСТ над книгой "Моя «Юность».